# 小野田壮
小野田 壮（おのだ ひろむ、1963年1月17日 - ）は、日本の内閣府官僚。経済社会総合研究所総括政策研究官、内閣府政策統括官、内閣府賞勲局長などを務めた。

## 人物・来歴
岡山県瀬戸内市出身。岡山県立朝日高等学校を経て、東京大学法学部卒業後、1986年総務庁入庁。内閣府大臣官房人事課長や、経済社会総合研究所総括政策研究官、内閣府大臣官房審議官（子ども・子育て本部担当）を経て、2017年から内閣府政策統括官（共生社会政策担当）兼子ども・子育て本部統括官として、幼児教育・保育無償化のための子ども・子育て支援法改正などにあたったのち、2019年から内閣府賞勲局長を務めた。2023年7月3日、退職